# Meoneura falcata
Meoneura falcata är en tvåvingeart som beskrevs av Papp 1997. Meoneura falcata ingår i släktet Meoneura och familjen kadaverflugor.
Artens utbredningsområde är Österrike. Inga underarter finns listade i Catalogue of Life.